# Asclépiade de Tragilos
Pour les articles homonymes, voir Asclépiade.
Asclépiade de Tragilos (en grec : Ἀσκληπιάδης, Asklēpiádēs ; en latin, Asclepiades Tragilensis ) est un mythographe de la seconde moitié du IVe siècle av. J.-C.

## Biographie
Il est originaire de Tragilos, une petite cité de Thrace voisine de la Chersonèse et de la Macédoine. Il est parfois considéré par des auteurs tardifs comme un des disciples d’Isocrate.
Il est l’auteur d’un ouvrage aujourd’hui disparu intitulé Les Sujets de Tragédie (Tragoidoumena), en 6 livres, dont nous nous conservons une trentaine de fragments, tirés essentiellement des lexicographes (Harpocration, Photios, Souda) et des scholiastes (à Pindare, à l’Odyssée, à Euripide, à Apollonios de Rhodes), mais il est aussi utilisé ponctuellement par des auteurs comme Athénée, Pline l’Ancien, Hygin ou le Pseudo-Apollodore. Il résumait et comparait les mythes exposés dans les tragédies des dramaturges antiques, qu’il confrontait à des auteurs plus anciens comme Phérécyde ou Hésiode qu’il cite abondamment. Son origine géographique se reflète dans l’intérêt qu’il semble porter à la Thrace, mentionnée à plusieurs reprises dans les fragments qui sont conservés.
Philochore d’Athènes (IIIe siècle av. J.-C.), qui lui-même s’est intéressé aux écrits des tragédiens, a rédigé une Lettre contre Asclépiade, identifié à notre auteur, laquelle témoigne à la fois d’une certaine popularité à l’époque hellénistique dont témoigne également son usage répété par les scholiastes, et de l’existence d’une polémique autour de son travail.

## Éditions des fragments
- Asirvatham S.R., "Asklepiades of Tragilos (12)”, Brill New Jacoby, Brill, 2016
- Pagani L., “Asclepiades [1]”, in Lexicon of Greek Grammarians of Antiquity, Brill, 2015
- Jacoby F., “Asklepiades von Tragilos (12)“, Die Fragmente der Grieschischen Historiker
- Müller K., Fragmenta historicorum Graecorum, T3, Didot, 1849, p.301-306